# Równanie Schrödingera

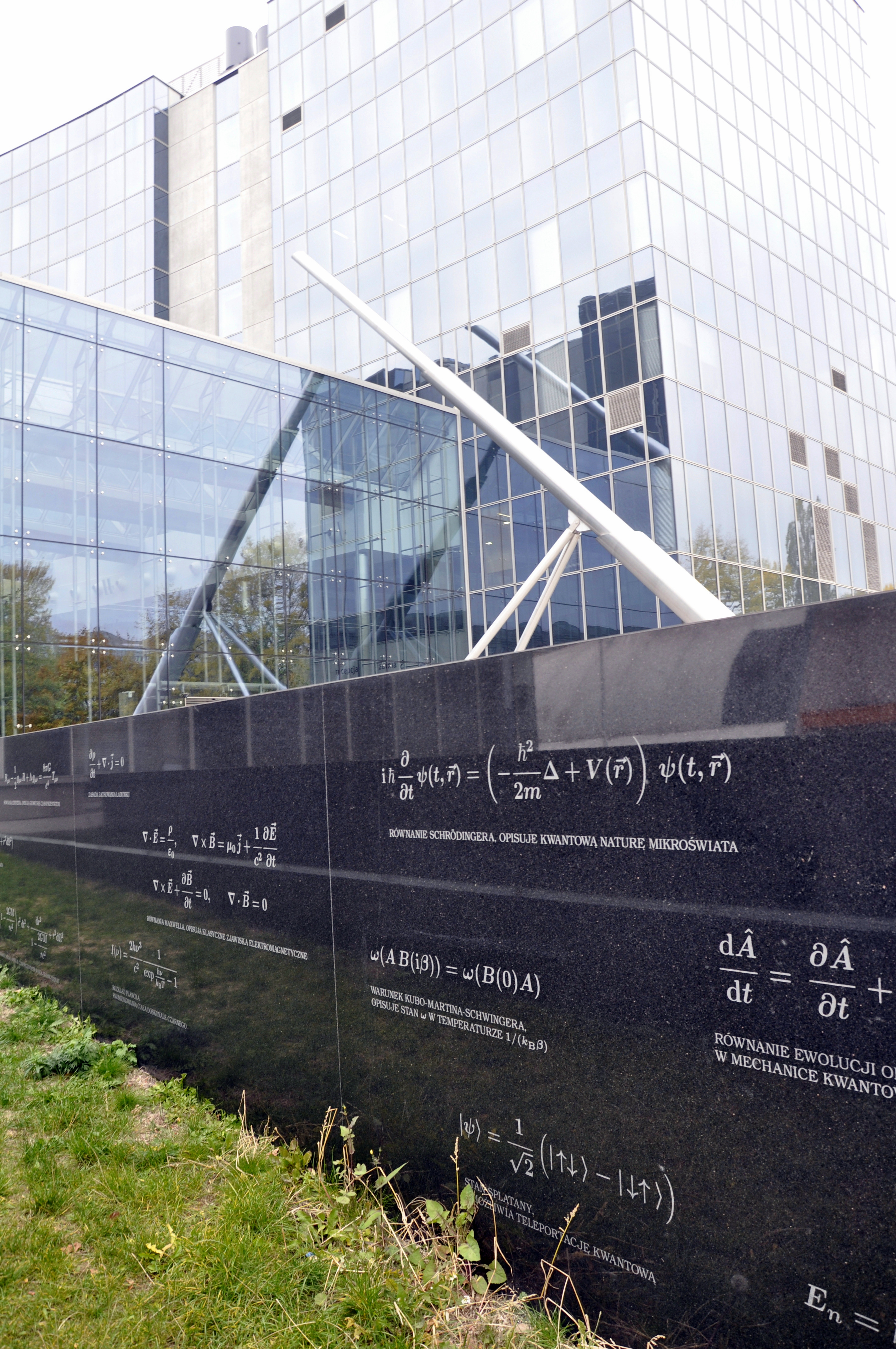
Równanie jako element pomnika przed warszawskim Centrum Nowych Technologii Uniwersytetu Warszawskiego

Równanie Schrödingera – podstawowe równanie mechaniki kwantowej, opisujące zachowanie się układu kwantowego w czasie i przestrzeni, które zostało sformułowane przez austriackiego fizyka Erwina Schrödingera w 1926 roku.
W nierelatywistycznej mechanice kwantowej równanie Schrödingera odgrywa rolę fundamentalną, analogiczną do roli zasad dynamiki Newtona w mechanice klasycznej.

## Fakty doświadczalne prowadzące do sformułowania równania Schrödingera
Konieczność stworzenia równań nowej fizyki na początku XX wieku wynikła z nowo odkrytych faktów doświadczalnych, których wyjaśnienie stało się możliwe dopiero, gdy przyjęto, że promieniowanie elektromagnetyczne jest emitowane w postaci dyskretnych porcji energii, zaś układy fizyczne nie przyjmują dowolnych wartości energii, a jedynie wartości dyskretne. 
Idea kwantyzacji promieniowania elektromagnetycznego bierze początek od badań spektroskopowych. Na podstawie pomiarów wiadomo było, iż ciała stałe emitują promieniowanie ciągłe (tj. o dowolnych częstotliwościach z zakresu >0); w szczególności zmierzono z dużą precyzją rozkład zależności natężenia promieniowania emitowanego przez ciało doskonale czarnego od jego częstotliwości. Jednak teoretyczne wyjaśnienie tego rozkładu - podane przez Plancka w 1900 r. – stało się możliwe dopiero wtedy, gdy przyjął, iż emisja promieniowania następuje w postaci dyskretnych porcji – kwantów, nie zaś, jak zakładała klasyczna teoria promieniowania, w postaci porcji o dowolnych wartościach energii.  
Idea kwantyzacji stanów energetycznych układów fizycznych bierze początek m.in. od prób teoretycznego wyjaśnienie wartości ciepła właściwego ciał stałych. Stało się to możliwe dopiero po przyjęciu, iż jony sieci krystalicznej ciała stałego zachowują się jak układy drgające o dyskretnych poziomach energii, a nie - jak wcześniej przyjmowano - układy o dowolnych, ciągłych energiach drgań (por. modele ciała podane przez Einsteina, a potem przez Debye'a w 1912 r.; oscylator kwantowy). Dalej, fakt, iż gazy pod niskim ciśnieniem, złożone z pojedynczych, słabo oddziałujących ze sobą atomów, emitują dyskretne widma promieniowania, znalazł pierwsze wyjaśnienie w modelu atomu wodoru, podanym przez Bohra w 1913 r. Dokładniej zaś opisuje to równanie Schrödingera z 1925 r. (a jeszcze dokładniej równanie Diraca z 1928 r.) 

## Równanie Schrödingera zależne od czasu

Trzy przykładowe stany oscylatora kwantowego obliczone z równania Schrödingera zależnego od czasu. Z lewej: Część rzeczywista (kolor niebieski) i część urojona (kolor czerwony) funkcji falowych Z prawej: Rozkłady prawdopodobieństwa znalezienia cząstki w zależności od położenia odpowiadające tym funkcjom falowym. Dwa górne rzędy pokazują stany stacjonarne – tworzą je funkcje falowe mające postać fal stojących, a odpowiadające im rozkłady prawdopodobieństwa są stałe w czasie; stany te są funkcjami własnymi hamiltonianu. Dolny rząd pokazuje stan niestacjonarny: jest on superpozycją dwu stanów własnych hamiltonianu; rozkład prawdopodobieństwa zmienia się w czasie.

{\displaystyle {\hat {H}}{\big |}\Psi (t){\big \rangle }={\textrm {i}}\hbar {\frac {\partial }{\partial t}}{\big |}\Psi (t){\big \rangle },}
gdzie:
{\displaystyle {\textrm {i}}} – jednostka urojona,
{\displaystyle \hbar =h/2\pi ,} gdzie {\displaystyle h} – stała Plancka
{\displaystyle {\hat {H}}} – operator Hamiltona (operator energii całkowitej układu, w skrócie nazywany hamiltonianem),
{\displaystyle {\big |}\Psi (t){\big \rangle }} – wektor stanu układu.
Aby rozwiązać równanie Schrödingera dla danego układu kwantowego, należy znaleźć właściwą postać operatora Hamiltona oraz wyrazić wektor stanu w odpowiedniej reprezentacji. Poniżej omówiono dwie reprezentacje – położeniową i spinową.

### Reprezentacja położeniowa
Reprezentację położeniową wybiera się, gdy trzeba rozwiązać problem ruchu cząstek w przestrzeni. W tej reprezentacji równanie Schrödingera przyjmuje postać:
{\displaystyle {\hat {H}}\Psi (r,t)={\textrm {i}}\hbar {\frac {\partial }{\partial t}}\Psi (r,t),}
gdzie:
{\displaystyle \Psi (r,t)=\langle r{\big |}\Psi (t){\big \rangle }} – funkcja położenia i czasu zwana funkcją falową,
{\displaystyle r} – wektor położenia układu w przestrzeni konfiguracyjnej.
W przypadku pojedynczej cząstki przestrzeń konfiguracyjna jest przestrzenią fizyczną {\displaystyle \mathbb {R} ^{3}.} Gdy układ składa się z {\displaystyle N} cząstek, to wektor {\displaystyle r=({\boldsymbol {r}}_{1},\dots {\boldsymbol {r}}_{k},\dots {\boldsymbol {r}}_{N})} jest wektorem położenia układu w przestrzeni konfiguracyjnej {\displaystyle \mathbb {R} ^{3N},} przy czym {\displaystyle {\boldsymbol {r}}_{k}} jest wektorem położenia {\displaystyle k}-tej cząstki w przestrzeni fizycznej {\displaystyle \mathbb {R} ^{3}.}
Z rozwiązania równania Schrödingera otrzymuje się funkcję falową {\displaystyle \Psi (r,t).} Kwadrat modułu funkcji falowej {\displaystyle |\Psi (r,t)|^{2}} określa gęstość prawdopodobieństwa, że układ znajdzie się w chwili {\displaystyle t} w stanie {\displaystyle r.}
Przykłady hamiltonianu w tej reprezentacji omówiono w rozdziale Przykłady hamiltonianu.

### Reprezentacja spinowa

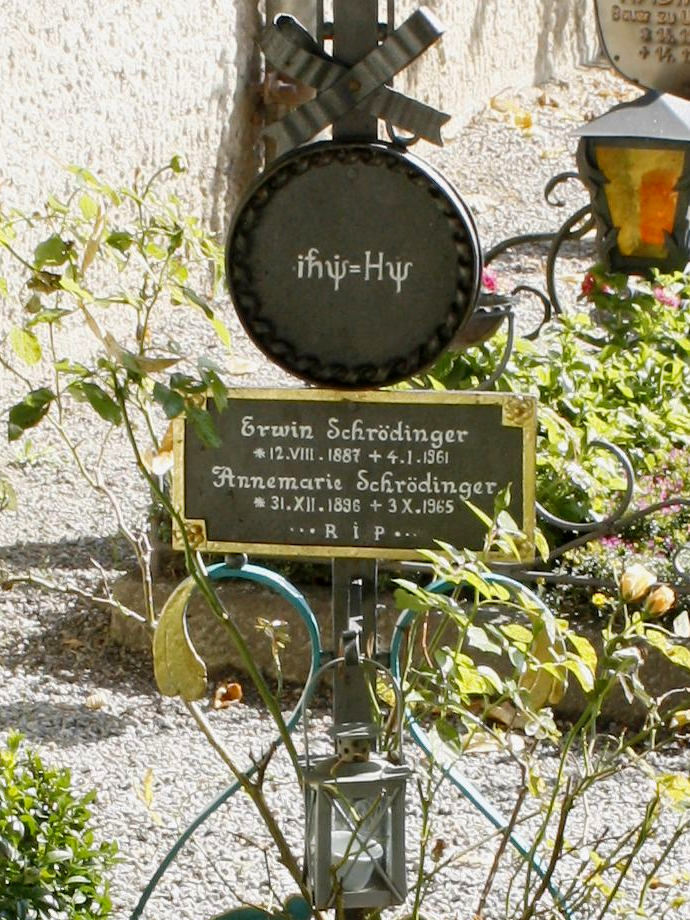
Równanie Schrödingera na nagrobku Erwina i Annemarie Schrödingerów w Alpbach

Gdy trzeba znaleźć zmiany czasowe stanów spinowych cząstek, to przyjmuje się reprezentację spinową; hamiltonian nie ma tu postaci pojedynczego operatora, ale jest operatorem o postaci macierzowej. Przykładowo, dla pojedynczej cząstki o spinie 1/2 hamiltonian ma postać macierzy 2x2
{\displaystyle {\hat {H}}={\begin{bmatrix}H_{11}&H_{12}\\H_{21}&H_{22}\end{bmatrix}}.}
Np. w przypadku elektronu znajdującego się w zewnętrznym polu magnetycznym {\displaystyle {\boldsymbol {B}}=(B_{1},B_{2},B_{3})} część operatora Hamiltona odpowiadająca energii oddziaływania elektronu z polem magnetycznym ma postać
{\displaystyle {\hat {H}}=-\mu {\boldsymbol {B}}\cdot {\boldsymbol {\sigma }},}
gdzie {\displaystyle {\boldsymbol {\sigma }}=(\sigma _{x},\sigma _{y},\sigma _{z})} jest wektorem złożonym z macierzy Pauliego, przy czym:
{\displaystyle {\boldsymbol {B}}\cdot {\boldsymbol {\sigma }}=B_{1}\displaystyle \sigma _{1}+B_{2}\displaystyle \sigma _{2}+B_{3}\displaystyle \sigma _{3}}
Równanie o takim hamiltonianie zostało wprowadzone przez Pauliego i ściśle nazywa się je równaniem Pauliego.
Ponieważ
{\displaystyle \sigma _{1}=\left[{\begin{matrix}0&&1\\1&&0\end{matrix}}\right],} {\displaystyle \sigma _{2}=\left[{\begin{matrix}0&-i\\i&~~~0\end{matrix}}\right],} {\displaystyle \sigma _{3}=\left[{\begin{matrix}1&~~~0\\0&-1\end{matrix}}\right],}
więc
{\displaystyle {\boldsymbol {B}}\cdot {\boldsymbol {\sigma }}=B_{1}\left[{\begin{matrix}0&&1\\1&&0\end{matrix}}\right]+B_{2}\left[{\begin{matrix}0&-i\\i&~~~0\end{matrix}}\right]+B_{3}\left[{\begin{matrix}1&~~~0\\0&-1\end{matrix}}\right]}
i mamy operator Hamiltona w postaci macierzy:
{\displaystyle {\hat {H}}=-\mu \left[{\begin{matrix}B_{3}&&B_{1}-iB_{2}\\B_{1}+iB_{2}&&-B_{3}\end{matrix}}\right]}
Rozwiązaniami oryginalnego równania Schrödingera są skalarne funkcje falowe {\displaystyle \Psi ({\vec {r}},t).} W równaniu Pauliego jest inaczej: ze względu na to, że hamiltonian ma tu postać macierzy 2 × 2, rozwiązaniami równania Pauliego są funkcje falowe w postaci wektora o dwóch składowych (tzw. spinory):
{\displaystyle \Psi ({\vec {r}},t)={\begin{bmatrix}\psi _{+}({\vec {r}},t)\\\psi _{-}({\vec {r}},t)\end{bmatrix}},}
gdzie:
- {\displaystyle \psi _{+}({\vec {r}},t)} – funkcja falowa stanu spinowego cząstki „zgodnego” z kierunkiem pola {\displaystyle {\vec {B}}} (stan {\displaystyle |+\rangle } według notacji Diraca),
- {\displaystyle \psi _{-}({\vec {r}},t)} – funkcja falowa stanu spinowego cząstki „przeciwnego” do pola (stan {\displaystyle |-\rangle } według notacji Diraca).

## Równanie Schrödingera niezależne od czasu
Jeżeli układ fizyczny oddziałuje z otoczeniem, to operator Hamiltona jest wyrażony przez pochodne względem {\displaystyle r,} {\displaystyle {\dot {r}}} oraz {\displaystyle t,} czyli {\displaystyle {\hat {H}}(r,{\dot {r}},t).} Mówi się, że hamiltonian zależy od czasu. Wtedy znalezienie opisu stanu układu kwantowego wymaga stosowania ogólnego równania Schrödingera.
Sytuacja upraszcza się, gdy układ jest odizolowany od otoczenia, gdyż wtedy jego całkowita energia nie zmienia się w czasie. Matematycznym wyrazem tego jest, że operator Hamiltona nie zależy jawnie od czasu, lecz jest wyrażony tylko przez pochodne względem {\displaystyle r} oraz {\displaystyle {\dot {r}},} czyli {\displaystyle {\hat {H}}(r,{\dot {r}}).} Wtedy wektor stanu przyjmuje postać iloczynu, zawierającego czynnik zależny od czasu i czynnik zależny tylko od położenia
{\displaystyle \Psi (r,t)=\exp \left(-{\frac {\textrm {i}}{\hbar }}Et\right)\psi (r),}
gdzie:
{\displaystyle E} – energia układu,
{\displaystyle \psi (r)} – część funkcji falowej niezależna od czasu.
Wstawiając powyższą postać funkcji falowej do równania ogólnego, otrzymuje się równanie Schrödingera niezależne od czasu
{\displaystyle {\hat {H}}\psi (r)=E\psi (r).}

## Teoretyczne obliczanie dyskretnych poziomów energii
Schrödinger pokazał, jak teoretycznie obliczyć dyskretne wartości energii w przypadku stanów związanych układu. Mianowicie, jeżeli operator Hamiltona zapisze się w bazie jego stanów własnych, to niezależne od czasu równanie Schrödingera przybiera postać macierzową
{\displaystyle H_{\mu }^{\nu }c_{\nu }=Ec_{\mu },}
gdzie {\displaystyle H_{\mu }^{\nu }=\langle \mu |H|\nu \rangle .} Równanie powyższe jest układem równań liniowych n-tego rzędu. Przekształcając je do postaci
{\displaystyle (H_{\mu }^{\nu }-E\delta _{\mu }^{\nu })c_{\nu }=0,}
widzimy, że układ ten ma rozwiązania niezerowe jedynie wtedy, gdy wyznacznik główny układu jest równy zero, tzn.
{\displaystyle \det({\boldsymbol {H}}-E{\boldsymbol {I}})=0.}
Powyższe równanie prowadzi do równania wielomianowego n-tego rzędu, które w przypadku macierzy hermitowskiej ma dokładnie {\displaystyle n} pierwiastków rzeczywistych {\displaystyle E_{k},k=1,\dots ,n,} które są dyskretnymi wartościami energii.

## Przykłady hamiltonianu
Hamiltonian składa się z sumy operatorów energii kinetycznych cząstek układu oraz sumy energii potencjalnych, związanych z oddziaływaniami cząstek układu ze sobą i z polem zewnętrznym (np. polem elektromagnetycznym).

### Cząstka o danej masie w polu potencjalnym
1) Hamiltonian pojedynczej cząstki jest sumą operatorów energii kinetycznej {\displaystyle {\hat {T}}} i energii potencjalnej {\displaystyle {\hat {V}}}
{\displaystyle {\hat {H}}={\hat {T}}+{\hat {V}}.}
W przypadku cząstki nierelatywistycznej (tj. poruszającej się z prędkością znacznie mniejszą od prędkości światła, {\displaystyle v\ll c}), oraz pozbawionej ładunku elektrycznego i spinu, operator energii kinetycznej ma postać:
{\displaystyle {\hat {T}}={\frac {{\hat {\boldsymbol {p}}}^{2}}{2m}}=-{\frac {\hbar ^{2}}{2m}}\nabla ^{2},}
gdzie:
{\displaystyle m} – masa cząstki,
{\displaystyle {\hat {\boldsymbol {p}}}=-{\textrm {i}}\hbar \nabla =-{\textrm {i}}\hbar \left({\frac {\partial }{\partial x}},{\frac {\partial }{\partial y}},{\frac {\partial }{\partial z}}\right)} – operator pędu cząstki.
Działanie operatora energii potencjalnej {\displaystyle {\hat {V}}} na funkcję falową oznacza po prostu mnożenie funkcji falowej przez potencjał {\displaystyle V({\boldsymbol {r}},t),} który w ogólności zależy od położenia {\displaystyle {\boldsymbol {r}}} w przestrzeni oraz chwili czasu {\displaystyle t.}
Operator Hamiltona ma więc postać
{\displaystyle {\hat {H}}=-{\frac {\hbar ^{2}}{2m}}\nabla ^{2}+V({\boldsymbol {r}},t),}
gdzie {\displaystyle \nabla ^{2}=\nabla \cdot \nabla ={\frac {\partial ^{2}}{\partial x^{2}}}+{\frac {\partial ^{2}}{\partial y^{2}}}+{\frac {\partial ^{2}}{\partial z^{2}}}} – operator Laplace’a (tzw. laplasjan).
Operator Hamiltona ma więc tutaj postać operatora różniczkowego: działając na funkcję falową dokonuje jej różniczkowania i mnożenie przez stałą liczbę oraz mnożenia przez funkcję. Wstawiając postać operatora Hamiltona do ogólnego równania Schrödingera, otrzymuje się
{\displaystyle \left[-{\frac {\hbar ^{2}}{2m}}\nabla ^{2}+V({\boldsymbol {r}},t)\right]\psi ({\boldsymbol {r}},t)={\textrm {i}}\hbar {\frac {\partial }{\partial t}}\psi ({\boldsymbol {r}},t).}
Równanie to jest równaniem różniczkowym cząstkowym. Aby rozwiązać je, należy zadać:
- {\displaystyle m} – masę cząstki,
- {\displaystyle V({\boldsymbol {r}},t)} – postać energii potencjalnej cząstki.

W szczególności, gdy energia potencjalna ma symetrię sferyczną (np. dla atomu wodoru nie poddanemu działaniu zewnętrznych pól), rozwiązania mają postać zawierającą stowarzyszone wielomiany Legendre’a.
2) W przypadku, gdy hamiltonian nie zależy od czasu, energia całkowita cząstki jest stała w czasie (np. cząstka porusza się w potencjalnym polu sił niezależnym od czasu {\displaystyle V({\boldsymbol {r}})} lub jest odizolowana od otoczenia), to ogólne równanie Schrödingera upraszcza się do równania niezależnego od czasu:
{\displaystyle \left[-{\frac {\hslash ^{2}}{2m}}\Delta +V({\boldsymbol {r}})\right]\psi ({\boldsymbol {r}})=E\,\psi ({\boldsymbol {r}}),}
gdzie:
{\displaystyle E} – nieznana energia całkowita układu,
{\displaystyle \psi ({\boldsymbol {r}})} – nieznana funkcja zależna tylko od położenia {\displaystyle {\boldsymbol {r}}.}
Rozwiązanie powyższego równania daje różne możliwe wartości energii {\displaystyle E} oraz odpowiadające im postacie funkcji {\displaystyle \psi ({\boldsymbol {r}})} zwanych stanami stacjonarnymi nie tylko ze względu na niezależność od czasu, ale też na niezależność od czasu rozkładów prawdopodobieństw. Np. dla elektronu poruszającego się w potencjale Coulomba otrzymuje się dozwolone, dyskretne wartości poziomów energii {\displaystyle E_{n}} i odpowiadające im stany stacjonarne {\displaystyle \psi _{n}({\boldsymbol {r}}),} w zgodzie z widmem energii atomu wodoru.
Matematycznie równanie Schrödingera niezależne od czasu ma postać tzw. równania własnego energii. Dlatego otrzymane rozwiązania nazywamy też wartościami własnymi {\displaystyle E} oraz funkcjami własnymi {\displaystyle \psi ({\boldsymbol {r}})} operatora Hamiltona.

### Cząstka o danej masie i ładunku w polu elektromagnetycznym
Jeżeli cząstka o ładunku {\displaystyle q} i masie spoczynkowej {\displaystyle m} porusza się w stałym polu elektrycznym {\displaystyle {\boldsymbol {E}}=-\nabla \varphi } i stałym polu magnetycznym {\displaystyle {\boldsymbol {B}}=\nabla \times {\boldsymbol {A}},} to energia cząstki jest stała; można wtedy zagadnienie ruchu cząstki sprowadzić do rozwiązania równania Schrödingera bez czasu, które ma postać:
{\displaystyle \left[{\frac {1}{2m}}(-{\textrm {i}}\hbar \nabla -q{\boldsymbol {A}})^{2}+q\varphi \right]\psi ({\boldsymbol {r}})=E\,\psi ({\boldsymbol {r}}).}
Np. elektron poruszający się w stałym polu elektrycznym i magnetycznym (przy czym pomijamy tu spin elektronu).

## Rozwiązania
Analityczne rozwiązanie niezależnego od czasu równania Schrödingera jest możliwe tylko w najprostszych przypadkach. Jednak te najprostsze sytuacje pozwalają zapoznać się wstępnie z naturą zjawisk kwantowych. Niejednokrotnie też przypadki te są dobrym przybliżeniem bardziej złożonych zjawisk.
Najbardziej typowe układy, dla które można rozwiązać analitycznie równanie Schrödingera:
- atom wodoru
- atom wodoropodobny
- cząstka swobodna
- cząstka w pudle potencjału
- cząstka w studni potencjału
- cząstka w pierścieniu
- cząstka w potencjale sferycznie symetrycznym
- cząstka w jednowymiarowej sieci (potencjał periodyczny)
- efekt tunelowy (rozpraszanie na barierze potencjalnej)
- gauson
- kwantowy oscylator harmoniczny
- kwantowy rotator sztywny
- ożywienie kwantowe funkcji falowej (dla niektórych czasów układów z energią wymierną)
- paczka trojańska

Dla wielu układów (np. wielu orbitali atomowych) nie istnieje rozwiązanie analityczne. W takich przypadkach stosuje się przybliżone metody rozwiązywania równań różniczkowych, wśród których najpopularniejsze to:
- metoda Hartree-Focka
- metoda Cayleya
- metoda Cranka-Nicolson
- metoda podziału operatora - por. np.: kwantowy oscylator anharmoniczny
- metoda wariacyjna
- metoda Ritza (szczególny przypadek metody wariacyjnej)
- metoda WKB
- rachunek zaburzeń
- metoda funkcji Greena

## Prąd prawdopodobieństwa
Równanie Schrödingera zapewnia lokalne zachowanie prawdopodobieństwa. Dla przykładu rozważymy pojedynczą cząstkę, której stan {\displaystyle \Psi (r,t)} ma postać krzywej dzwonowej Gaussa zajmującej niewielki obszar w przestrzeni i poruszającej się z prędkością {\displaystyle v} w prawo. Oznacza to, że z upływem czasu miejsce największego prawdopodobieństwa znalezienia cząstki przesuwa się w prawo. Ruch ten opisuje się, wprowadzając wektor gęstości prądu prawdopodobieństwa. Można tu zauważyć analogię do przepływu np. cieczy lub prądu elektrycznego.
Gęstości prądu prawdopodobieństwa definiuje się następująco:
{\displaystyle {\boldsymbol {j}}(r,t)=-{\frac {{\textrm {i}}\hbar }{2m}}\left(\Psi ^{*}\nabla \Psi -\Psi \nabla \Psi ^{*}\right)={\frac {\hbar }{m}}{\text{Im}}\left(\Psi ^{*}\nabla \Psi \right).}
Jednostką {\displaystyle {\boldsymbol {j}}} w układzie SI jest [prawdopodobieństwo / (powierzchnia . czas)] = m−2s−1. Gęstość prądu prawdopodobieństwa spełnia równanie ciągłości (analogicznie jak płynąca ciecz)
{\displaystyle {\frac {\partial \rho }{\partial t}}=-\nabla \cdot {\boldsymbol {j}},}
gdzie {\displaystyle \rho (r,t)=|\Psi (r,t)|^{2}} – gęstość prawdopodobieństwa mierzoną w jednostkach [prawdopodobieństwo / objętość] = m−3. Równanie ciągłości wyraża lokalną zasadę zachowania prawdopodobieństwa: jeśli prawdopodobieństwo zmniejsza się w pobliżu punktu {\displaystyle r,} to przepływa do sąsiednich obszarów, podobnie jak przepływałaby ciecz; przepływ ten jest opisany za pomocą prądu {\displaystyle {\boldsymbol {j}}.}
Np. niech cząstka o masie {\displaystyle m} poruszająca się z prędkością {\displaystyle v} w kierunku osi {\displaystyle x} ma funkcję falowa w postaci fali płaskiej:
{\displaystyle \Psi ({\boldsymbol {r}},t)=A{\textrm {e}}^{{\textrm {i}}{\frac {p}{\hbar }}x}{\textrm {e}}^{-{\textrm {i}}\omega t},}
gdzie {\displaystyle {\boldsymbol {p}}=[p,0,0]} jest pędem cząstki skierowanym wzdłuż osi {\displaystyle x.} Obliczając gęstość prądu prawdopodobieństwa, otrzymamy
{\displaystyle {\boldsymbol {j}}({\boldsymbol {r}},t)={\frac {|A|^{2}}{m}}{\boldsymbol {p}},}
co oznacza, że prąd prawdopodobieństwa jest stałym wektorem, takim samym dla różnych położeń i chwil czasu (czyli prawdopodobieństwo przepływa jednorodnie w czasie i przestrzeni – w kierunku osi {\displaystyle x}).
Obliczając gęstość prawdopodobieństwa, otrzymamy
{\displaystyle \rho ({\boldsymbol {r}},t)=|A|^{2},}
tzn. rozkład prawdopodobieństwa jest stały w czasie i przestrzeni, a więc cząstka może więc znajdować się w dowolnym położeniu z jednakowym prawdopodobieństwem. Obliczając dywergencję przestrzenną prądu {\displaystyle {\boldsymbol {j}}({\boldsymbol {r}},t)} oraz pochodną po czasie gęstości {\displaystyle \rho ({\boldsymbol {r}},t),} otrzymamy
{\displaystyle {\frac {\partial \rho }{\partial t}}=0,\quad \nabla \cdot {\boldsymbol {j}}=0,}
a więc równanie ciągłości jest spełnione.

## Znaczenie równania
- Funkcja falowa będąca rozwiązaniem równania Schrödingera jest funkcją o wartościach zespolonych. Nie jest oczywista jej interpretacja fizyczna. Niemiecki fizyk Max Born w roku 1926 podał interpretację, która stała się standardową interpretacją: kwadrat modułu funkcji falowej jest gęstością prawdopodobieństwa znalezienia cząstki (układu) w danym położeniu, w danej chwili.
- W ujęciu abstrakcyjnym funkcja falowa {\displaystyle \Psi ({r,t})} reprezentuje stan kwantowy układu fizycznego w przestrzeni Hilberta w reprezentacji położeniowej. Jako poprawne rozwiązania dopuszcza się funkcje całkowalne z kwadratem, tzn. takie że

{\displaystyle \int \limits _{\Omega }|\Psi (r,t)|^{2}\,{\textrm {d}}r<\infty .}
Funkcje o tej własności można unormować do 1 oraz nadać sens gęstości prawdopodobieństwa kwadratom ich modułów.
- Równanie Schrödingera jest równaniem nierelatywistycznym, nie uwzględnia kreacji ani anihilacji cząstek, a pominięcie promieniowania sprawia, że np. wzbudzone stany atomu wodoru są rozwiązaniami stacjonarnymi, mimo że w rzeczywistości jest to prawdą tylko w przybliżeniu[2]. Wiemy bowiem, że wodór emituje charakterystyczne linie promieniowania po wzbudzeniu na wyższe stany energii. Znane są relatywistycznie niezmiennicze równania mechaniki kwantowej, np. równanie Kleina-Gordona (słuszne dla cząstek o zerowym spinie, np. pionów) i równanie Diraca (słuszne dla cząstek mających spin 1/2, np. elektrony).
- Równanie Schrödingera dla fotonu składa się z hamiltonianu, który zamiast operatora Laplace’a ma operator pędu zrzutowany na wektor spinu o długości 1. Funkcja falowa fotonu nie jest ani skalarną funkcją zespoloną, ani spinorem, ale jest wektorem Riemanna-Silbersteina.
- Równanie Schrödingera jest podstawą jednego z trzech równoważnych sformułowań mechaniki kwantowej. Jedno z nich to mechanika macierzowa (historycznie pierwsza) sformułowana przez Wernera Heisenberga. Trzecim jest sformułowanie mechaniki kwantowej w języku całek po trajektoriach (są to całki funkcjonalne, czyli całki z funkcjonału), której autorem jest Richard Feynman.
- Równanie Schrödingera jest także podstawą współczesnej chemii. Wszelkie własności atomów i molekuł można otrzymać, rozwiązując stosowne dla nich równania Schrödingera, z użyciem komputerów o wielkich mocach obliczeniowych. Fakt ten jest kluczowym argumentem przemawiającym za redukcjonizmem, tj. poglądem, że chemię można zredukować do fizyki.

## Problem interpretacji mechaniki kwantowej

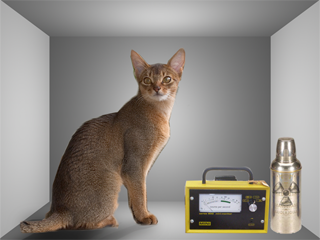
Wizualizacja paradoksu kota Schrödingera

Aparat matematyczny mechaniki kwantowej pozwala obliczać z niezwykłą dokładnością wielkości, które mierzy się w eksperymentach dla różnych układów kwantowych, a także pozwala przewidywać właściwości układów których nie otrzymano jeszcze w laboratoriach. Dzięki temu np. można bez potrzeby wcześniejszego wytwarzania obliczać właściwości materiałów i tak dobierać ich skład, aby uzyskać pożądane cechy.
Obok ogromnego sukcesu mechaniki kwantowej w powyższym względzie istnieją jednak nierozwiązane kwestie teoretyczne, w tym brak jednoznacznej odpowiedzi na podstawowe pytanie o rozumienie roli pomiaru oraz sens ontologiczny funkcji falowej. Bezsprzecznie przyjmuje się, że kwadrat modułu funkcji falowej {\displaystyle |\Psi (r,t)|^{2}} określa prawdopodobieństwo, że układ znajdzie się w chwili {\displaystyle t} w stanie {\displaystyle r.} Jednak problematyczne jest czy układy fizyczne istnieją niezależnie od funkcji falowej czy też istnieje tylko funkcja falowa.
Według Kopenhaskiej interpretacji mechaniki kwantowej istnieje jedynie funkcja falowa; pomiar, wykonany na układzie przez fizyka powoduje kolaps funkcji falowej, co fizycznie oznacza lokalizację układu w konkretnym położeniu; do momentu pomiaru układ nie posiada żadnego położenia. Szczególna rola eksperymentatora prowadzi do paradoksów (np. paradoks kota Schrödingera).
W interpretacji de Broglie’a-Bohma jest inaczej: zakłada się, że układ kwantowy zajmuje w każdej chwili czasu unikalne położenie {\displaystyle r,} funkcja falowa pełni zaś rolę pola, mającego jedynie wpływ na ruch układu. Pomiar w tym ujęciu jest jednym z wielu oddziaływań, jakie zachodzą nieustannie między różnymi układami.